# 15 v. Chr.
Portal Geschichte | Portal Biografien | Aktuelle Ereignisse | Jahreskalender | Tagesartikel

◄ |
2. Jahrhundert v. Chr. |
1. Jahrhundert v. Chr. |
1. Jahrhundert |
►

◄ | 30er v. Chr. | 20er v. Chr. | 10er v. Chr. | 0er v. Chr. |
0er |
►

◄◄ | ◄ | 18 v. Chr. | 17 v. Chr. | 16 v. Chr. | 15 v. Chr. |
14 v. Chr. |
13 v. Chr. |
12 v. Chr. |
► |
►►
Staatsoberhäupter

## Ereignisse

### Politik und Weltgeschehen
- Die Römer bezwingen die Genaunen und Breonen und erobern unter der Führung von Drusus, dem Schwiegersohn des Augustus, das Gebiet, das später die Provinz Raetia sein wird (Teil der mittleren Alpen und Voralpengebiet bis zur Donau), Chur wird die Hauptsiedlung von Raetia Prima. Im Zuge dieser Eroberungen geht unter anderem die Fritzens-Sanzeno-Kultur unter.
- Das römische Militärlager Augusta Vindelicorum im heutigen Augsburger Stadtteil Oberhausen wird gegründet. Im Allgäu entsteht das römische Cambodunum, das heutige Kempten.
- Die Römer errichten Brigantium, das heutige Bregenz.
- Vindobona, das heutige Wien, wird eine Grenzstadt zur Verteidigung gegen die vom Norden einfallenden germanischen Stämme.
- Die keltische Siedlung Iuvavum, das heutige Salzburg, wird von den Römern kampflos unterworfen, die dort lebenden Ambisonten werden zwangsumgesiedelt.
- Auf dem Gebiet der heutigen Stadt Zürich wird ein Militärstützpunkt – gemäß dem aktuellen Stand der Forschung aber noch kein Kastell – und eine mit römischen Soldaten besetzte Zollstation errichtet, um die sich die Zivilsiedlung entwickelt. Der offene Marktflecken (vicus) Turicum gehörte nach der Sicherung der römischen Herrschaft zunächst zur Provinz Gallia Belgica.

### Wirtschaft
- Das römische Münzamt installiert eine Zweigstelle für Münzprägung in Lugdunum.

## Geboren
- 24. Mai: Germanicus, römischer Feldherr († 19 n. Chr.)
- um 15 v. Chr.: Drusus der Jüngere, römischer Politiker († 23 n. Chr.)

## Gestorben
- Publius Vedius Pollio, Freund von Augustus

- um 15 v. Chr.: Lucius Munatius Plancus, römischer Feldherr (* um 87 v. Chr.)
- um 15 v. Chr.: Lucius Varius Rufus, römischer Dichter (* um 70 v. Chr.)
- um 15 v. Chr.: Marcus Iunius Silanus, römischer Politiker (* vor 68 v. Chr.)
- um 15 v. Chr.: Gaius Sosius, römischer Politiker und Feldherr